# Badminton bei den World Masters Games 1989
Badminton wurde bei den World Masters Games 1989 in den Altersklassen O40 bis O60 gespielt. Es wurde in den Leistungskategorien Elite, Tournament und Non-Tournament um die Medaillen gekämpft. Die Spiele fanden vom 22. Juli bis zum 8. August 1989 in Aalborg, Aarhus und Herning statt. Die Badmintonwettkämpfe wurden vom 31. Juli bis zum 6. August in Aalborg ausgetragen.

## Medaillengewinner
| Klasse             | Disziplin    | Gold                                    | Silber                                | Bronze                               |
| ------------------ | ------------ | --------------------------------------- | ------------------------------------- | ------------------------------------ |
| Elite O40          | Dameneinzel  | Eva Stuart                              | Charlotte Ackermann                   | Apte Sanjivani                       |
| Elite O45          | Dameneinzel  | Thongkam Kingmanee                      | Sarojini Gogte                        | Kirsten Kjærbye                      |
| Elite O50          | Dameneinzel  | Jean Folinsbee                          | Miyako Akimoto                        | Solveig Bjørløv                      |
| Tournament O40     | Dameneinzel  | Inge May Hansen                         | Tonny Pannmanns                       | Birgit Rasmussen                     |
| Tournament O45     | Dameneinzel  | Heide Konopatzki                        | Bien van der Hiede                    | Nirupama Sonalkar                    |
| Tournament O50     | Dameneinzel  | Inger-Lise Steen                        | Tara Malkani                          | Kanvar Santosh                       |
| Tournament O60     | Dameneinzel  | Dorothy Tinline                         | Lee Calvert                           | -                                    |
| Elite O40          | Damendoppel  | Minarni Eva Stuart                      | Ulla Strand Kirsten Jørgensen         | Hanne Gram Kirsten Søe               |
| Elite O45          | Damendoppel  | Thongkam Kingmanee Brenda Andrew        | Angela Palmer Ronnie Rowan            | A. Kotwill Sarojini Gogte            |
| Elite O50          | Damendoppel  | Heather Nielsen Tonny Holst-Christensen | Solveig Bjørløv Vibeke Brisson        | Miyako Akimoto Ayako Mizuguchi       |
| Tournament O40     | Damendoppel  | Annette Bojsen Kirsten Letholm          | Valeri Butler Margeret Thom           | Karen Jackson Patricia Rowe          |
| Tournament O45     | Damendoppel  | Heide Konopatzki Nirupama Sonalkar      | Patricia Rowe Karen Jackson           | Vibeke Christiansen Inger-Lise Steen |
| Tournament O50     | Damendoppel  | Claire Bowyer Dorothy Tinline           | Lee Calvert Geritt Hagtvegt           | Doreen Reddoch Kanwar Santosh        |
| Elite O40          | Mixed        | Thomas Kihlström Ulla Strand            | Dieter Prax Heide Konopatzki          | Iqbal Maindargi Hanne Gram           |
| Elite O45          | Mixed        | Richard Purser Ronnie Rowan             | Thongkam Kingmanee Chaverlert Chumkum | Tom Bacher Kirsten Jørgensen         |
| Elite O50          | Mixed        | Robert McCoig Tonny Holst-Christensen   | Gunnar Høj Vibeke Brisson             | William Andrew Brenda Andrew         |
| Elite O55          | Mixed        | John Barrie Mary Barrie                 | Thomas Graham Dorothy Tinline         | Manohar Bopardikar Tara Malkani      |
| Tournament O40     | Mixed        | David Anderson Charlotte Ackermann      | Steen Bojsen Annette Bojsen           | Bjarne Sørensen Ulla Lund            |
| Tournament O40     | Mixed        | David Anderson Charlotte Ackermann      | Steen Bojsen Annette Bojsen           | Niels Lund Vibeke Brisson            |
| Tournament O45     | Mixed        | Thomas A. Nielson Sheila Nielson        | Henk Weys Bien van der Heide          | Ole Schack Tove Clausager            |
| Tournament O50     | Mixed        | Jørgen Jensen Sheila McCoig             | Ebbe Pedersen Grethe Timm Pedersen    | James Clark Mary Barrie              |
| Tournament O55     | Mixed        | Franz Kragh Ruth Kragh                  | Thomas Graham Dorothy Tinline         | John Harvey Doreen Reddoch           |
| Non-Tournament O45 | Mixed        | Boris Borgstrom Elise Pedersen          | Sukit Surapibooehai Nirupama Sonalkar | Stuart W. Hunter Ana T. Cook         |
| Elite O40          | Herrendoppel | Ada Chandra Thomas Kihlström            | Thomas F. Carmichael Andrew Gouw      | R. S. Singh N. R. Shripad            |
| Elite O40          | Herrendoppel | Ada Chandra Thomas Kihlström            | Thomas F. Carmichael Andrew Gouw      | Ole 0stergard Keld Jørgensen         |
| Elite O45          | Herrendoppel | Richard Purser Bo Cramer                | David Eddy Peter Wood                 | Pal Chawla Thomas F. Carmichael      |
| Elite O45          | Herrendoppel | Richard Purser Bo Cramer                | David Eddy Peter Wood                 | Hans Henrik Svendsen Leif V. Hansen  |
| Elite O50          | Herrendoppel | Chaverlet Chumkum Robert McCoigh        | Nandu M. Natekar Vikram M. Bhat       | William Andrew Eddy Choong           |
| Elite O55          | Herrendoppel | Abdul Shaikh James Pool                 | Nandu M. Natekar Vikram M. Bhat       | Eddy Choong Tommy Bune               |
| Elite O60          | Herrendoppel | Shiv P. Dixit Manohar K. Bopardikar     | Preben Ott John Harvey                | -                                    |
| Tournament O40     | Herrendoppel | Chr. Rasmussen Niels Lund               | David Anderson Robert Cook            | Steen Bojsen Peter Gleie             |
| Tournament O45     | Herrendoppel | Puzant Kassabian Henk Weys              | Ross Weir Knud W. Quist               | Wolfgang Maertens Ole Schack         |
| Tournament O55     | Herrendoppel | Henrik Dahlberg Finn L. Yde             | Kaj Lykke-Eskesen Boris Borgstrøm     | -                                    |
| Tournament O60     | Herrendoppel | Shiv P. Dixit K. Nielsen                | Henning Fischmann Hans H. Balslev     | Jørn Andersen Fridy Hansen           |
| Non-Tournament O40 | Herrendoppel | Gordon Wade Sigfried Muller             | Desmond Hunt Boris Borgstrøm          | Erik Q. Larsen Jørgen Petersen       |
| Elite O40          | Herreneinzel | Tan Aik Huang                           | Hans Werner Niesner                   | N. Shripad                           |
| Elite O40          | Herreneinzel | Tan Aik Huang                           | Hans Werner Niesner                   | Iqbal Maindargi                      |
| Elite O45          | Herreneinzel | David Eddy                              | Dinesh Khanna                         | Anil Pradhan                         |
| Elite O45          | Herreneinzel | David Eddy                              | Dinesh Khanna                         | Hans Henrik Svendsen                 |
| Elite O50          | Herreneinzel | Leo Kountul                             | Uwe Kopf                              | B. L. Sharma                         |
| Elite O55          | Herreneinzel | John Barrie                             | Tommy Bune                            | Eddy Choong                          |
| Elite O60          | Herreneinzel | Preben Ott                              | Tom Aikenhead                         | -                                    |
| Tournament O40     | Herreneinzel | David Anderson                          | Dieter Prax                           | Kjeld Jørgensen                      |
| Tournament O40     | Herreneinzel | David Anderson                          | Dieter Prax                           | Frederik Smissaert                   |
| Tournament O45     | Herreneinzel | Robert T. Cook                          | Wolfgang Maertens                     | Henk Weys                            |
| Tournament O50     | Herreneinzel | Vagn Jespersen                          | Jørgen Jensen                         | Poul Nielsen                         |
| Tournament O55     | Herreneinzel | Ronald Lithgow                          | Preben Ott                            | Anthony Clark                        |
| Tournament O60     | Herreneinzel | Shiv P. Dixit                           | Fridy Hansen                          | Hans H. Balslev                      |
| Non-Tournament O40 | Herreneinzel | Sigfried Muller                         | Jacob Olsen                           | -                                    |
| Non-Tournament O50 | Herreneinzel | Desmond Hunt                            | Ejler Ejlersen                        | Albert Lausch                        |
| Non-Tournament O60 | Herreneinzel | Hans G. Mortensen                       | Anton Riis Vestergaard                | Stuart W. Hunter                     |